# Néo Livýssio (Attique)
Néo Livýssio (grec moderne : Νέο Λιβύσσιο) est une localité située dans le dème d'Oropós, dans le district régional d'Attique-de-l'Est, dans la périphérie d'Attique, en Grèce.
Selon le recensement de 2021, elle compte 63 habitants.